# Carro Armato 32
Carro Armato 32 – opracowany w 1932 roku w zakładach Ansaldo projekt czołgu bezwieżowego. Uzbrojenie składające się z haubicy 45 mm i czterech karabinów maszynowych było umieszczone w kadłubie. Projekt nie wzbudził zainteresowania włoskich sił zbrojnych i z budowy prototypu zrezygnowano.